# Rod Dixon
Rodney „Rod“ Phillip Dixon (* 13. Juli 1950 in Nelson) ist ein ehemaliger neuseeländischer Mittel- und Langstreckenläufer.
1972 gewann er bei den Olympischen Spielen in München die Bronzemedaille über 1500 Meter. Ebenfalls Bronze errang er im Jahr darauf bei den Crosslauf-Weltmeisterschaften 1973 in Waregem, wo er auch mit dem neuseeländischen Team die Bronzemedaille erhielt.
Bei den British Commonwealth Games 1974 in Christchurch wurde er über 1500 Meter in einem der spektakulärsten Bahnrennen der 1970er Jahre Vierter hinter Filbert Bayi, John Walker, die beide unter dem alten Weltrekord blieben, und Ben Jipcho. Dixon hatte mit einer Zeit von 3:33,89 min nur gut anderthalb Sekunden Rückstand auf den neuen Weltrekordler Bayi (3:32,16 min).
1976 wurde er bei den Olympischen Spielen in Montreal in einem noch dramatischeren Rennen erneut Vierter. Eingangs der Zielgeraden hatte er sich hinter dem Finnen Lasse Virén und seinem Landsmann Dick Quax auf den dritten Platz vorgearbeitet und verlor dann mit 0,12 Sekunden Rückstand die Bronzemedaille an den Deutschen Klaus-Peter Hildenbrand, der buchstäblich ins Ziel hechtete. Dixon lag mit 13:25,50 min gerade einmal 0,74 Sekunden hinter dem Olympiasieger Virén.
Bei den Commonwealth Games 1978 in Edmonton wurden ihm kurz vor dem 5000-Meter-Finale seine Spikes gestohlen. Mit geborgten Schuhen wurde er Achter. Eine Teilnahme an den Olympischen Spielen 1980 in Moskau wurde ihm durch den Olympiaboykott seines Landes verwehrt.
Mittlerweile war er auch bei Straßenläufen erfolgreich. 1980 gewann er das Falmouth Road Race und 1980 sowie 1981 den Philadelphia-Halbmarathon. Vor den Crosslauf-Weltmeisterschaften 1982 forderte ihn Fred Lebow, der Direktor des New-York-City-Marathons, auf, bei seinem Rennen zu starten. Dixon errang Bronze und erwog nun ernsthaft, dieser Bitte Folge zu leisten. Zwei Monate später lief er als Test den Auckland-Marathon und siegte auf Anhieb in 2:11:21 h. Im Sommer gewann er Bay to Breakers, und als Zuschauer beim New-York-City-Marathon wurde er Zeuge, wie Alberto Salazar seinen dritten Sieg in Folge nach einem packenden Duell mit Rodolfo Gómez feierte. Er war nun festentschlossen, im darauffolgenden Jahr zu siegen, und optimierte sein Training auf dieses Ziel hin. Im Sommer verteidigte er bei Bay to Breakers seinen Titel mit einem Streckenrekord.
Der New-York-City-Marathon sollte einer der spannendsten in der Geschichte dieser Veranstaltung werden. Geoff Smith und Gidamis Shahanga setzten sich schon auf der ersten Hälfte ab und passierten die Halbmarathonmarke in 1:03:12 h. Bald danach nahm Dixon alleine die Verfolgung auf und holte schließlich Shahanga ein. Nach 32 km hatte Smith immer noch einen Vorsprung von 35 Sekunden, der jedoch allmählich schrumpfte, weil Dixon im Gegensatz zu Smith sein Tempo halten konnte. Einen Kilometer vor dem Ziel startete Dixon seine Attacke und überholte Smith 400 Meter vor dem Ziel, das er mit dem Streckenrekord von 2:08:59 h neun Sekunden vor Smith erreichte.
1984 wurde er bei seinem dritten olympischen Start Zehnter beim Marathon der Spiele in Los Angeles. 1985 begleitete er für die Live-Berichterstattung beim New-York-City-Marathon das Feld der Spitzenläufer auf Teilstücken mit einer Filmkamera und einem Mikrofon, die an einem Helm befestigt waren. Mit einem dritten Platz beim Los-Angeles-Marathon 1986 beendete er seine Marathonkarriere.
Rod Dixon wurde von seinem älteren Bruder John trainiert, der sich an den Prinzipien von Arthur Lydiard ausrichtete. Durch das sehr umfangreiche Grundlagentraining, das mit relativ niedriger Intensität gelaufen wurde, konnte er bis zu 50 Rennen in einer Saison laufen. Nach seiner aktiven Karriere wirkte er als Trainer, Rennorganisator und Laufberater. Derzeit ist er Trainingsratgeber beim Los-Angeles-Marathon.

## Persönliche Bestzeiten
- 800 m: 1:47,6 min, 15. September 1973, Rom
- 1000 m: 2:17,2 min, 30. Juli 1974, Oslo
- 1500 m: 3:33,89 min, 2. Februar 1974, Christchurch
- 1 Meile: 3:53,62 min, 30. Juni 1975, Stockholm
- 2000 m: 5:01,67 min, 4. Juli 1975, London
- 3000 m: 7:41,0 min, 2. Juli 1974, Mailand
- 5000 m: 13:17,27 min, 5. Juli 1976, Stockholm
- 10-km-Straßenlauf: 28:11 min, 4. Juli 1981, Atlanta
- 15-km-Straßenlauf: 43:13 min, 12. Dezember 1981, Alhambra
- Halbmarathon: 1:02:12 h, 20. September 1981, Philadelphia
- Marathon: 2:08:59 h, 23. Oktober 1983, New York City